# Spaulding Rocks
Die Spaulding Rocks sind eine etwas isolierte Gruppe von Felsvorsprüngen im westantarktischen Marie-Byrd-Land. In den Ford Ranges ragen sie rund 18 km nordöstlich des Mount Warner auf.
Teilnehmer der United States Antarctic Service Expedition (1939–1941) kartierten sie. Der United States Geological Survey kartierte sie erneut anhand eigener Vermessungen und Luftaufnahmen der United States Navy aus den Jahren von 1959 bis 1965. Das Advisory Committee on Antarctic Names benannte diese Formation 1970 nach Howard R. Spaulding, Bauarbeiter auf der Byrd-Station im Jahr 1966.